# Lloyd Trigg

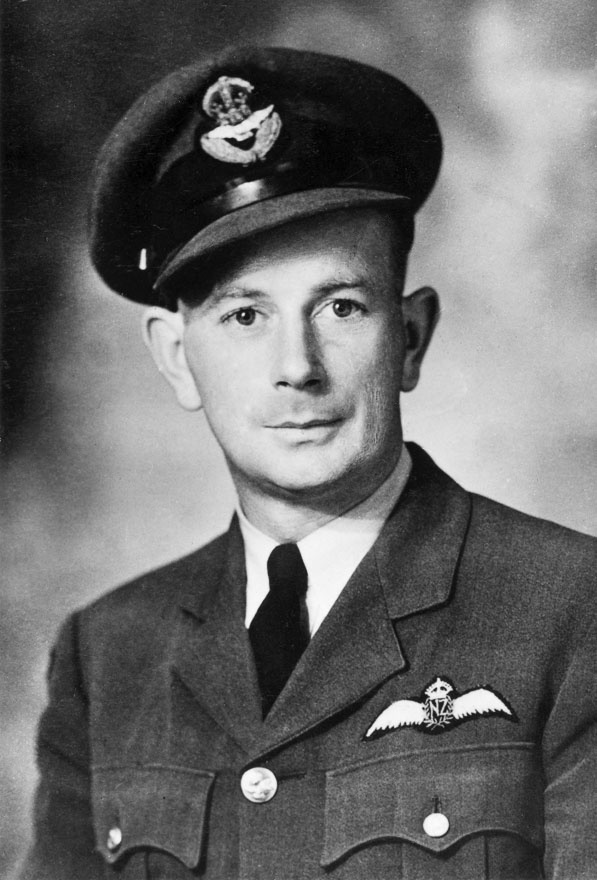
Lloyd Allan Trigg, 1943

Lloyd Allan Trigg VC (* 5. Mai 1914 in Houhora, Neuseeland; † 11. August 1943) war ein neuseeländischer Kampfpilot im Zweiten Weltkrieg.
Am 11. August 1943 entdeckte Lloyd Trigg im Einsatz mit seinem schweren Bomber vom Typ Consolidated B-24 Liberator, der mit sieben weiteren Fliegern bemannt war, in der britischen RAF Squadron 200, das von Oberleutnant zur See Klemens Schamong kommandierte deutsche U-Boot U 468 südwestlich von Dakar und griff es mit Wasserbomben an. Von U 468 wurde das Feuer mit dessen 20-mm-Flak erwidert und das Flugzeug in Brand geschossen. Trotzdem griff Lloyd Trigg mit der schwer getroffenen, brennenden Liberator erneut an und entlud die Bombenlast über dem U-Boot. Dicht neben diesem ins Wasser schlagende Wasserbomben reichten aus, das U-Boot so schwer zu treffen, dass Wasser eindrang und sich Chlorgas bildete, was den Tod der meisten Besatzungsmitglieder bedeutete. Die Liberator stürzte mit einer Explosion ins Meer, so dass alle ihre acht Besatzungsmitglieder einschließlich Lloyd Trigg umkamen – wie auch 44 Mann der U-Boot-Besatzung. Nur sieben Mitglieder der Besatzung von U 468 – darunter der Kommandant Klemens Schamong, zwei weitere Offiziere und ein Unteroffizier – konnten sich aus dem sinkenden U-Boot in ein Rettungsschlauchboot retten, das aus Lloyd Triggs abgestürzter Liberator stammte. Am 13. August wurde das Schlauchboot von der britischen Korvette HMS Clarkia entdeckt, und die sieben deutschen Schiffbrüchigen wurden als Kriegsgefangene der Briten an Bord genommen. Bei den folgenden Verhören beschrieb Klemens Schamong den britischen Offizieren ausführlich den Zweikampf zwischen Liberator und U 468, dem beide zum Opfer fielen.
Trigg erhielt mit dem Victoria-Kreuz die höchste Kriegsauszeichnung der Streitkräfte des Vereinigten Königreichs und einiger Staaten des Commonwealth für herausragende Tapferkeit im Angesicht des Feindes, die nur auf Empfehlung eines Offiziers verliehen werden kann. Für ihn, und für ihn allein, erfolgte die Auszeichnung aufgrund der Erzählungen eines Offiziers des Feindes – Oberleutnant zur See Klemens Schamong von U-468.